# 榕山镇
榕山镇，是中华人民共和国四川省泸州市合江县下辖的一个乡镇级行政单位。2019年12月，撤销榕右乡，将其所属行政区域划归榕山镇管辖。榕山镇联榕坝社区、五里坡社区、兴隆社区、符阳村、张石坝村、凉坪村、高庙子村、塘沟村、雨台山村、荆树村、小洋洞村及点灯山村1组、3至7组所属行政区域划归临港街道管辖。

## 行政区划
榕山镇下辖以下地区：
兴隆社区、五里坡社区、联榕坝社区、点灯山村、凉坪村、进宝村、塘沟村、小洋洞村、荆树村、雨台山村、张石坝村、符阳村、高庙子村、回洞桥村和梧桐山村。
2019年12月调整后，榕山镇辖原榕右乡和梧桐山村、回洞桥村、进宝村及点灯山村2组、8至13组所属行政区域。